# Hernando Pizarro
Hernando Pizarro (* 1502 oder 1504  in Trujillo, Extremadura; † 1578) war ein spanischer Konquistador und einer der Pizarro-Brüder, die das Inka-Reich als Gouvernement Neukastilien unterwarfen und beherrschten.

## Leben

### Herkunft und Anfänge
Anders als seine Halbbrüder Francisco, Gonzalo und Juan Pizarro wurde Hernando als einziger legitimer (ehelicher) Sohn des Hidalgo, Majoratsherrn und Infanteriehauptmanns Gonzalo Pizarro geboren und gewann Einfluss am spanischen Hof. 1530 schloss sich Hernando seinem Halbbruder Francisco an, der von Panama aus zwei Expeditionen die Küste entlang nach Süden geleitet hatte und erste Kunde über das reiche Land Peru nach Spanien brachte. Gemeinsam mit ihm und seinen Halbbrüdern Gonzalo und Juan brach er in die Neue Welt auf.

### Beginnender Konflikt mit Diego de Almagro
Francisco Pizarro hatte in Spanien mit Kaiser Karl V. in einem Vertrag (Capitulación von Toledo) Bedingungen ausgehandelt, durch die sich sein Partner Diego de Almagro benachteiligt fühlte: Almagro war nicht zum gleichberechtigten Adelantado, sondern nur zum Gouverneur von Tumbes ernannt worden, während Francisco Pizarro zum Capitán general (spanisch = Generalhauptmann) und Gouverneur auf Lebenszeit befördert worden war. Diesen einsetzenden Konflikt verschärfte Hernando Pizarro durch hochmütiges Eingreifen zugunsten seines Halbbruders noch. Der Chronist Gonzalo Fernández de Oviedo, ein Freund Almagros, beschreibt Hernando folgendermaßen: „Der einzige legitime unter ihnen war Hernando Pizarro; das merkte man seiner besonderen Hoffart; er war groß und stark, Zunge und Lippen waren dick, seine Nase rot und fleischig. Er säte überall Zwietracht, vor allem zwischen den beiden alten Partnern Francisco und Diego de Almagro.“

### Hernando Pizarro und Atahualpa
Als Francisco Pizarro von Panama aus zu seiner dritten Expedition in den Süden aufbrach, begleiteten ihn seine Brüder. Gemeinsam mit Hernando de Soto überbrachte Hernando Pizarro persönlich dem Sapa Inka Atahualpa in dessen Heerlager die Einladung seines Bruders, die Atahualpas spätere Gefangennahme einleitete. 
Nachdem Atahualpa in der Schlacht von Cajamarca gefangen genommen worden war, bot er ein großes Lösegeld aus Gold und Silber an, um seine Freiheit wieder zu erlangen. Hierzu schickte er Boten ins Land, die das Gold bringen sollte. Hernando ritt mit 20 Mann drei Monate durch unerforschtes Land zum 600 km südlich gelegenen Pachacámac und überwachte die Plünderung des Sonnentempels und das Bringen des Goldes. Dabei beschrieb erstmals auf seinem Zug von der Küste über die gestufte Inkastraße nach Piga auf dem Weg ins Landesinnere die Existenz von Doppelbrücken über eine Schlucht dicht nebeneinander: Während die eine dem einfachen Volk gegen einen Brückenzoll diente, war die zweite dem Adel vorbehalten. Auf dem Rückweg über Jauja gelang es ihm, den gefürchteten General Chalcuchímac zu bewegen, mit ihm nach Cajamarca zurückzukehr. So geriet der General in die Hand der Spanier.  
Als das Lösegeld weitgehend eingetroffen war, waren sich die Spanier noch uneins, was mit Atahualpa geschehen sollte. Almagro drängte darauf, sich seiner zu entledigen, während Hernando Pizarro einer seiner größten Fürsprecher war.

### Hernandos Einsatz bei Hofe
1533 sandte Francisco ihn zur Begleitung des Kronanteils der Gold- und Silberbeute zurück nach Spanien, weil Hernando über die besten Beziehungen bei Hofe verfügte und die Pizarro-Interessen gegen Franciscos schwierigen Partner Almagro vertreten sollte. Gleichzeitig sah Francisco Pizarro wohl darin eine willkommene Möglichkeit, den durch seinen Hochmut ständig Zwist zwischen ihm und Almagro säenden Bruder vorübergehend von der südamerikanischen Bühne zu entfernen. Nach Hernandos Abreise ließen Almagro und Francisco Pizarro Atahualpa nach einem Schauprozess töten.
Am spanischen Hofe erreichte Hernando Pizarro eine königliche Capitulación, in der Almagro eine eigene Zone „Neutoledo“ eingeräumt wurde, die an die Südgrenze des Gouvernements Francisco Pizarros angrenzen sollte, mit der aber gleichzeitig das Gouvernement seines Bruders um 70 Leguas nach Süden erweitert wurde. Diese Capitulación barg bereits den Keim für neue Auseinandersetzungen zwischen Almagro und Francisco Pizarro, weil damit unklar wurde, ob die Inka-Hauptstadt Cusco zu Pizarros Neukastilien oder Almagros Neutoledo gehören würde.

### Herrschaft über Cusco
In Cusco hatte Francisco Pizarro Manco Cápac als neuen Sapa Inka eingesetzt. Anfangs respektvoll behandelt, wurde Manco immer mehr zum machtlosen Werkzeug der Spanier und stand faktisch unter Hausarrest. Als Francisco Pizarro die Inka-Hauptstadt verließ, um sich der Gründung der Stadt Ciudad de los Reyes („Stadt der Könige“, das heutige Lima) und weiterer Städte zu widmen, ließ er Cusco unter dem Kommando seiner Brüder Gonzalo und Juan. Diese misshandelten Manco, der einen vergeblichen Fluchtversuch unternahm, und legten ihn in Ketten. Als Hernando aus Spanien kam, beendete er den Missbrauch, konnte aber nicht verhindern, dass Manco unter einem Vorwand entkam und einen allgemeinen Aufstand begann. 
Cusco, Lima und andere von den Spaniern bewohnte Orte wurden mehrere Monate mit riesigen Heeren belagert, die Kommunikation zwischen Cusco und Lima abgeschnitten und im Verlauf der dramatischen Belagerung wurde Cusco fast vollständig zerstört. Hernando Pizarro unternahm zur Abwehr Ausfälle und militärische Strafexpeditionen. Im Januar 1536 rückte er mit einem Kontingent von ca. 100 Spaniern und weiteren indigenen Kriegern durch das „Valle Sagrado“ (spanisch = heiliges Tal) auf die inkaische Befestigung Ollantaytambo vor, in der Manco residierte. Die Inkakrieger hatten unter anderem den Río Patacancha durch Kanäle umgeleitet und aufgestaut. Beim Anrücken der Spanier überfluteten die Inkas die Ebene, so dass die Spanier sich wieder nach Cusco zurückziehen mussten.

### Höhepunkt der Rivalität mit Diego de Almagro
Nach der Rückkehr von seiner fruchtlosen Expedition durch die Atacama-Wüste nach Nord-Chile im April 1537 erfuhr Diego de Almagro, dass in Cusco Hernando Pizarro und seine Brüder an der Macht waren und seit fast einem Jahr von Manco Cápac gefährlich belagert wurden. Francisco Pizarro lag in Lima mit einer kleinen Truppe, mit der er gerade einmal sich und die neu gegründete Stadt verteidigen, aber nichts zum Entsatz Cuscos beitragen konnte. Da Almagro nach eigener Ansicht keine angemessene Belohnung als wichtigster Partner Francisco Pizarros bei der Eroberung Perus erzielt hatte, beanspruchte er daraufhin mit der Würde seines Gouverneursamts und seines neuen Titels als Statthalter von Chile Cusco als Teil seiner Beute. Almagro nahm Hernando und Gonzalo Pizarro gefangen, verteidigte aber ihr Leben, als seine Leute diese bereits töten wollten. Später erwirkte Francisco die Freilassung Hernandos, wobei er versprach, dass Hernando nach Spanien zurückkehren würde, bis der König die strittigen Fragen entschieden hätte. Hernando hielt sich aber nicht an diese Vereinbarung. 

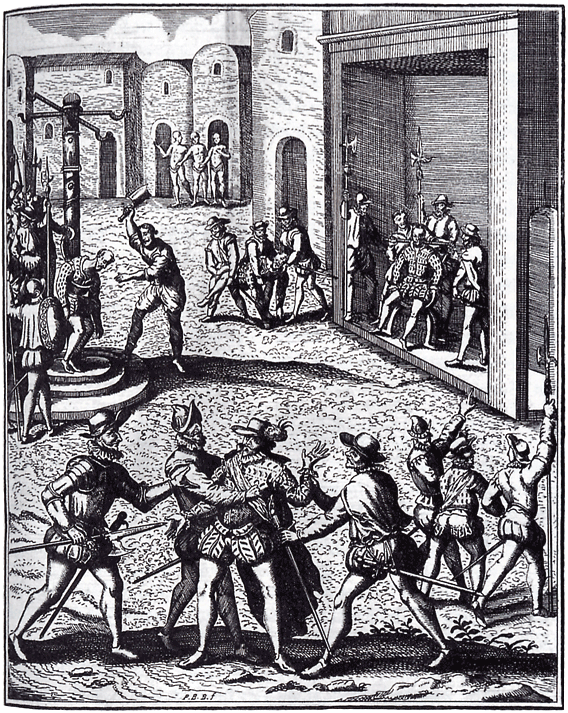
Gefangennahme und Hinrichtung Diego de Almagros unter Beteiligung von Hernando Pizarro (Kupferstich, um 1600)

Im April 1538 kehrte Hernando gemeinsam mit Gonzalo Pizarro an der Spitze eines Heeres zurück, um Almagro entgegenzutreten. In der sich anschließenden Schlacht von Las Salinas errangen die Pizarrobrüder einen entscheidenden Sieg. Sie nahmen die Stadt ein und Almagro gefangen. Drei Monate später hielt er Gericht über Almagro. Oviedo berichtet, Hernando Pizarro habe des Nachts eine Befreiungsaktion der Parteigänger Almagros vorgetäuscht, deretwegen Hernando Pizarro Almagro ohne ordentliches Gerichtsverfahren aufgrund summarischer Beschuldigungen zum Tode verurteilt habe. Almagro soll ein ordentliches Verfahren gefordert haben, wie es ihm als Statthalter des spanischen Königs zustehe, was Hernando Pizarro unerbittlich abgelehnt und die Erdrosselung Almagros in den Morgenstunden des 8. Juli 1538 angeordnet haben soll. Oviedos Schilderungen sind mit Vorsicht zu werten, da er nicht nur ein Freund Almagros war, sondern nie in Cusco, sondern in Panama und später in Santo Domingo residierte. Andererseits kannte er alle beteiligten Personen persönlich, hatte Zugang zu allen Dokumenten und wird sich sicher über die Umstände von Almagros Tod genauestens informiert haben.

### Rückkehr nach Spanien
Die Tötung Almagros und die allgemeine Unordnung, die von den Machtkämpfen zwischen den Spaniern ausging, verursachten am spanischen Hof große Unruhe. Erneut fiel die Wahl auf Hernando, der seine Kontakte am spanischen Hof spielen lassen sollte: 1539 kehrte er nach Spanien zurück, um die Interessen der Pizarros zu vertreten.

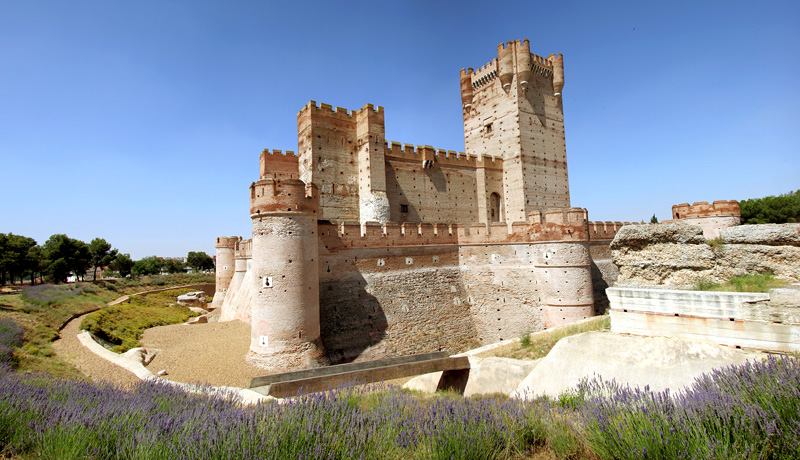
Die Burg La Mota

Aber der Verdacht, die Hinrichtung Almagros herbeigeführt und Verrat verübt zu haben, war zu groß.  Hernando wurde zu lebenslanger Haft verurteilt. Ab 1540 war er in der Burg La Mota bei Medina del Campo, wo er bis zum 17. Mai 1561 in Haft blieb. Dank seines riesigen Vermögens konnte er diese Zeit im Luxus verbringen. Er lebte mit Isabela del Mercado in der Haft zusammen, mit der er die Tochter Francisca Pizarro y Mercado zu bekam. 1552 verstieß Hernando Pizarro seine adelige Geliebte, um seine Nichte Doña Francisca Pizarro Yupanqui zu heiraten, die uneheliche erbberechtigte Tochter seines Bruders Francisco und der Inkaprinzessin Inés Huaylas Yupanqui. Seine Frau teilte mit ihm neun Jahre das Gefängnis. Zusammen bekamen sie fünf Kinder – Francisco, Juan, Gonzalo, Isabel und Inés –, von denen drei das Kindesalter überlebten. Nach der Verurteilung zu einer Geldbuße wurde er schließlich begnadigt, verschwand aus der Öffentlichkeit und kehrte nach Trujillo in der Extremadura zurück, wo er an der dortigen Plaza Mayor einen großen Palast errichtete.